# Bondabrobäcken
Bondabrobäcken är ett naturreservat i Nora och Örebro kommuner i Örebro län.
Området är naturskyddat sedan 2017 och är 123 hektar stort. Reservatet omfattar delar av Bondabrobäcken och Fagerbobäcken samt Sibbosjön med intilliggande skog. Reservatet består av bäckarna med flera fiskarter och barrskog.